# جان كازيمير بيرييه
جان كازيمير بيرييه (بالفرنسية Jean Casimir-Perier) : سياسي فرنسي.
ولد بيرييه بتاريخ 8 تشرين الأول 1847 في باريس، وتوفي فيها بتاريخ 11 آذار 1907. 
شغل بيرييه منصب رئيس الجمهورية الفرنسية من 27 حزيران 1894 إلى 16 كانون الثاني 1895. انتخب رئيساً بعمر 46 سنة، وبذلك يكون ثاني أصغر رئيس (بعد نابليون الثالث) في عهد الجمهوريات الفرنسية. وفترة رئاسته هي الأقصر إذ لم تدم إلا ستة أشهر و 16 يوم.